# 淮海西路
淮海西路是中華人民共和國上海市長寧區與徐匯區交界的一條道路，东起华山路，西迄凯旋路，始筑于1925年，系法公董局越界所筑，原名乔敦路（Jordan Road），以英国驻华公使朱邇典之名命名，1933年改名庐山路，1945年更名林森西路，1950年，為紀念淮海戰役，更名淮海西路。附近有上海交通大学。